# Station Rosj Haäjin Tsafon
Station Rosj Haäjin Tsafon (Hebreeuws: תחנת הרכבת ראש העין צפון Taḥanat Harakevet Rosj Haäjin Tsafon) is een treinstation in de Israëlische plaats Rosj Haäjin.
Het is een station op het traject Hod Hasjaron-Tel Aviv en Hod Hasjaron-Harisjoniem.
Het station is gelegen in het noorden van Rosj Haäjin, bij het knooppunt Kesem van de Kviesj Hotze Sjomron snelweg en de Kviesj Hotzeh Jisra'el-snelweg.
Station Rosj Haäjin Tsafon bestaat uit 3 perrons.
| Eindbestemming       | Vorig station      | Lijn                     | Volgend station      | Eindbestemming    |
| -------------------- | ------------------ | ------------------------ | -------------------- | ----------------- |
| Hod Hasjaron Sokolov | Kfar Saba – Nordau | Hod Hasjaron-Harisjoniem | Petach Tikva Segoela | Harisjoniem       |
| Hod Hasjaron Sokolov | Kfar Saba – Nordau | Hod Hasjaron-Tel Aviv    | Petach Tikva Segoela | Tel Aviv Hahagana |